# Beniparrell
Beniparrell település Spanyolországban, Valencia tartományban. Beniparrell Albal, Alcàsser és Silla községekkel határos. Lakosainak száma 2091 fő (2024).

## Népesség
A település lakosságának változását az alábbi diagram mutatja:
| Lakosok száma | 1633 | 1780 | 1896 | 1949 | 1980 | 1956 | 1964 | 1952 | 2020 | 2091 |
|               | 2001 | 2004 | 2007 | 2009 | 2012 | 2014 | 2017 | 2019 | 2022 | 2024 |